# Porfirio Rolón
Porfirio Rolón (* 4. Mai 1918 in Asunción, Paraguay; † 7. November 2006 in Cali, Kolumbien) war ein paraguayischer Fußballspieler.
Der Stürmer begann seine Karriere 1940 beim Club Libertad in der paraguayischen Hauptstadt Asunción. Er gewann mit dem Verein die Landesmeisterschaften von 1943 und 1945. In den Jahren 1944 und 1945 war er zudem mit jeweils 18 Toren Torschützenkönig der Liga, Primera División de Paraguay.
Mit der Nationalmannschaft nahm er am Campeonato Sudamericano 1946 in Buenos Aires teil und erreichte dort den dritten Platz. Bei dem Turnier bestritt er alle seine drei Länderspiele für Paraguay und erzielte einen Treffer.
1951 wechselte er nach Kolumbien zu América de Cali und war dort in der kurzen Blütezeit – dem sogenannten El Dorado, als zahlreiche Stars aus aller Welt bei kolumbianischen Vereinen spielten – einer der herausragenden Akteure. Nach dem Niedergang des El Dorado spielte er von 1953 bis 1954 bei den Boca Juniors de Cali und 1955 bei Centro Iqueño in Peru. 
1956 kehrte er nach Cali zurück und spielte dort bis 1958 erneut bei América, wobei er dabei im letzten Jahr die Vizemeisterschaft feiern durfte.
Bereits 1959 agierte er erstmals als Trainer bei América und führte diese Funktion bis 1970 noch mehrere Male, meist interimsmäßig, aus. 1969 trainierte er zwischenzeitlich Unión Magdalena.
Nach seinem Rückzug aus dem Fußballgeschäft ließ er sich auf Dauer in Cali nieder und war in den folgenden Jahren Eigentümer mehrerer Restaurants. 
Sein Bruder Máximo Rolón begann wie er bei Libertad und spielte später ebenso für América.
| Personendaten    | Personendaten                              |
| ---------------- | ------------------------------------------ |
| NAME             | Rolón, Porfirio                            |
| KURZBESCHREIBUNG | paraguayischer Fußballspieler und -trainer |
| GEBURTSDATUM     | um 1918                                    |
| GEBURTSORT       | Asunción, Paraguay                         |
| STERBEDATUM      | 7. November 2006                           |
| STERBEORT        | Cali, Kolumbien                            |